# 温泉镇 (威海市)
温泉镇，是中华人民共和国山東省威海市环翠区下辖的一个乡镇级行政单位。

## 行政区划
温泉镇下辖以下地区：
双泉城社区、柳林社区、江家寨社区、虎山社区、雨夼村、冶口村、西七夼村、东七夼村、小庄村、栾家店村、雅家庄村、河西村、温泉汤村、西崮村、东崮村、邹家庄村、河北村、林家院村、刘家台村、小南山村、下江家村、张家山村、后亭子村、前亭子村、林家庄村、堂子村、马夼村、双寺村、郑家村和罗家村。